# Pietro Oldani
Pietro Oldani (Inveruno, 22 luglio 1929 – Busto Arsizio, 27 luglio 2012) è stato un calciatore italiano, di ruolo portiere.

## Carriera
Giocò per due stagioni in Serie A nella Pro Patria (26 presenze complessive in massima serie, e per una in Serie B con il Bari (6 presenze fra i cadetti).